# Bruno Junk
Bruno Petrovich Yunk (Бруно Петрович Юнк, Valga, 27 de septiembre de 1929 - † Tartu, 22 de septiembre de 1995) fue un atleta soviético (nacido en Estonia), especializado en marcha atlética.
Ganó la medalla de bronce en la especialidad de 10 kilómetros marcha en los Juegos Olímpicos de Helsinki de 1952. Cuatro años más tarde,en 1952, subió de nuevo al podio en los Juegos Olímpicos de Melbourne, consiguiendo de nuevo otra medalla de bronce.
Su mejor marca personal en la distancia de los 10 km marcha fue de 42:20,6 conseguida en el año 1958 y en los 20 km de 1h28:05, que data del año 1956.